# Leo Takae
Leo Takae (髙江 麗央 Takae Leo?), född 27 juni 1998 i Kumamoto prefektur, är en japansk fotbollsspelare.
Takae började sin karriär 2017 i Gamba Osaka. Han spelade 20 ligamatcher för klubben. 2020 flyttade han till FC Machida Zelvia.